# 林氏

## 尾張林氏
- 定説では河野氏一族の河野通広が美濃国に定着したというが疑わしい。実際は稲葉氏の一族であり、稲葉通村の代に、姓を「林」と改めたという。
- 戦国時代に織田信長に重臣として仕えた林秀貞が有名。しかし秀貞は1580年に追放されてしまい、林氏は没落した。子孫は藩士となって尾張藩に仕えた。
- また、林政秀の子の正成が稲葉重通の養子となり、稲葉正成として稲葉氏家督を継ぐなどの密接な関係が見られる。
- 林通政の弟林通起の子孫の林十蔵が伊藤博文の父であると言われている。

### 周防林氏
林氏（伊藤氏）
林氏は本姓越智宿禰河野氏の支流といわれる。伊藤博文の実家の家系で、家紋はもと「折敷に三文字（おしきにさんもじ）」だが、伊藤姓に改姓以後「上がり藤（あがりふじ）」を用いた。
博文自身の語るところによれば、「先祖は河野通有の裔で、淡路ヶ峠城主の林淡路守通起である」という。また「実家は周防国熊毛郡束荷村の農家で、博文の祖父林助左衛門は、林家の本家林利八郎の養子となり本家を継いだ。林助左衛門の子、十蔵は萩藩の蔵元付中間水井武兵衛の養子となり「水井十蔵」と名乗るが、安政元年（1854年）水井武兵衛が周防国佐波郡相畑の足軽で藤原姓を称する伊藤弥右衛門の養子となり、伊藤直右衛門と名を改めたため、十蔵も伊藤氏を称した」という。伊藤十蔵の長男が、伊藤博文公爵である。博文の跡は養子の博邦（盟友井上馨の甥）が継いだ。

## 仙台藩士越智姓林氏
『角川日本姓氏歴史人物大辞典4 宮城県姓氏家系大辞典』に、平士150石の仙台藩士に越智宿禰で稲葉氏一族の四門氏を祖とする林氏がある。稲葉通富の子である林通兼の子の林新左衛門通安の数世孫の四門四郎兵衛を祖とする。
四門四郎兵衛は堀秀政の堀氏に仕え、慶長年間に近江国岡村に住んで岡村氏を称する。子孫は福島正則の家臣になった後に江戸幕府幕臣となるが、正徳5年(1715年)に浪人となった。その後幸運にも幕府に召抱えられ書物奉行(620石)となったが(岡村良通。召抱えられた時期は不明)、謹厳実直で上司とあわず1741年に職を辞し浪人になった。良通にはさる大名家で3千石の家老職を勤めていた兄がおり子供を預けようと訪れたが、主君に諫言死した後だったため、結局葬儀で会った弟の林従吾道明に子供を預けた（道明が林姓に復姓した時期は不明）。
道明は開業医であったが後に仙台藩医となり、良通の娘で道明の姪である「なほ」が仙台藩に奉公に上がる。なほは伊達宗村に見初められの側室となり、その影響により弟の林友諒が仙台藩士となり、以後続いていく（なほは宗村死後出家し円智院となる）。林友諒の弟の林子平は寛政の三奇人の一人として知られる（子平も部屋住みから仙台藩士に取り立てられたが、自らの献策が取り上げられないのを嘆き自ら部屋住みに戻った）。

## 三河林氏
甲斐源氏・小笠原氏の傍系であり、松平親氏の頃より松平氏（徳川氏）に仕えたとされる譜代家臣。信濃林城を築いた府中小笠原家の小笠原清宗の次男の林光政を始祖とする。
江戸時代後期までは代々旗本であったが文政8年（1825年）、11代将軍徳川家斉に寵用された林忠英が加増されて貝淵藩1万石の大名に列せられる。忠英は家斉存命中に最大で1万8千石を領したが、12代将軍徳川家慶の代に粛清されて1万石に減封される。子の忠旭の代に陣屋を移して請西藩が成立した。幕末、請西藩第3代（通算で4代）忠崇は、藩主であるにもかかわらず自ら脱藩、30人ほどを率いて旧幕府軍の遊撃隊に入り、戊辰戦争に参戦したことで請西藩は改易となった。
前藩主忠交の嫡男（幼少だったため分家の忠崇が継いでいた）の忠弘に改めて300石が与えられて家名存続が許されたが、大名の地位を失ったため、士族編入となった。明治22年に旧臣だった広部精や大野友弥らが宮内大臣土方久元宛てに林家の叙爵請願書を提出、旧諸侯の中で旧主林家のみが士族に編籍され、同様に佐幕派として朝廷に抗した会津松平家や仙台伊達家らは減封されながらも諸侯の地位を維持して華族に列している点を挙げ、林家も華族編列があるよう請願した。また同年と明治25年に本家筋の小笠原忠忱伯爵からも林家の授爵請願が寄せられたが、この時点では不許可となった。
しかし明治26年の授爵請願の際に稲田家とともに林家についても宮内省の審議に乗った。その中で、脱藩した昌之助（忠崇）の罪は、藩を挙げて王師に抵抗した松平容保、伊達慶邦、松平定敬、板倉勝静よりも軽いものであるべきはずなのに、この4家がいずれも家名再興を許されて藩屏の列に復して今日皆華族の地位を得ているのに対し、林家だけ士族になっていること、また昌之助の受けた処罰も容保らと同じ永禁固刑であり、降伏時期の遅れについても林家だけが特別に詮議があったという事実はなく、容保らより重い処罰を受ける根拠はないこと、また、一族が証明する所によれば、林忠弘の所有地所は田畑七町五反二畝二十歩、宅地六百六十三坪、時価にして凡そ一万一千余円あり、一年間の所得高金も六百余円あることから華族の体面を維持するだけの財産も保持しているといえることなどが認められた。その結果、林家の華族編列・授爵は妥当と結論され、9月14日に明治天皇の裁可を得て、翌月20日をもって林忠弘は華族の男爵家に列した。
忠弘の息子忠一は陸軍理事、弁護士などを務めた。彼の代の昭和前期に林男爵家の邸宅は千葉県姉崎町椎津にあった。

## 加賀林氏
藤原利仁の子である藤原叙用（斉藤叙用）の流れを汲む斎藤氏の傍系。富樫氏とは同族である。

## 林家
林家は、京都の町人であった林信時の子である林羅山（本名：林信勝）を祖とする朱子学派儒学者一門。「りんけ」と呼び習わされてはいるが、名字は「はやし」である。
羅山以降、一族は江戸幕府に儒官として仕え、3代林鳳岡からは代々大学頭を世襲した。しかし7代林信敬には嗣子がなく、岩村藩主松平乗薀の子の松平乗衡が養子となり、8代林述斎として林大学頭を継いだ。